# Laitasaari (ö i Päijänne-Tavastland)
Laitasaari är en ö i Finland. Den ligger i sjön Urajärvi och i kommunen Asikkala i den ekonomiska regionen  Lahtis ekonomiska region  och landskapet Päijänne-Tavastland, i den södra delen av landet, 120 km norr om huvudstaden Helsingfors. Öns area är 0,5 hektar och dess största längd är 110 meter i nord-sydlig riktning.